# Готфрид (пфальцграф Лотарингии)
Готфрид (Годефруа) (фр. Godefroy, нем. Gottfried; ок. 905/910 — 26 марта после 949), граф в Юлихгау, пфальцграф Лотарингии, сын Герхарда (Жерара) I, графа Меца и Оды Саксонской, дочери герцога Саксонии Оттона I Светлейшего.

## Биография

### Правление
Готфрид происходил из знатного франкского рода Матфридингов. Его семья имела владения в Лотарингии — в районе Меца. По матери он приходился племянником короля Восточно-Франкского королевства Генриха I Птицелова. Он упоминается в 924—936 годах как граф в Юлихгау, хотя возможно он правил там до 949 года.
Также Готфрид упоминается в источниках как пфальцграф Лотарингии, но неизвестно, в какой именно период он занимал эту должность. Пфальцграф Лотарингии считался представителем короля в герцогстве Лотарингия, отстаивая его интересы. До 919 года пфальцграфом был Вигерих. В период до 923 года Готфрид женился на дочери короля Западно-Франкского королевства Карла III Простоватого и вполне мог получить пост от него. Однако вероятнее всего свадьба произошла незадолго до пленения Карла Простоватого.
Более вероятно, что Готфрид был назначен пфальцграфом королём Генрихом I после того, как Лотарингия вошла в состав Восточно-Франкского королевства. Один из братьев Готфрида, Викфрид стал в 924 году архиепископом Кёльна. Одноимённый сын Готфрида, Готфрид I, входил в окружение герцога Лотарингии и архиепископа Кёльна Бруно, сына короля Генриха I и двоюродного брата пфальцграфа Готфрида. Это говорит в пользу того, что Матфридинги, родственники Людольфингов, пользовались доверием Генриха I и его сына Оттона I Великого.
Последний раз в документах Готфрид упоминался в акте, датированном 1 июня 949 года. Согласно «Liber Memorialis de Remiremont» он умер 26 марта.

### Брак и дети
Жена: Ирментруда (ок. 908/909 — ?), дочь короля Западно-Франкского королевства Карла III Простоватого и его первой жены Фредеруны. Дети:
- Готфрид I (ок. 925/935 — 5 августа 964), граф Эно (Геннегау) с 958, вице-герцог Нижней Лотарингии с 959
- Герберга (после 934 — ок. 995); муж: Мегингоц (ум. 14 января ок. 998), граф в Гелдерне и Цютфене
- Гебхард
- Герхард (Жерар) II (ок. 930/935 — после 963), граф Меца в 963
- Адалард